# Centrale bank
Een centrale bank of primaire bank is een openbare instelling die in het algemeen de volgende taken uitvoert:
- het uitvoeren van het monetair beleid van een land (of landen);
- het bevorderen van het betalingsverkeer;
- het in circulatie brengen van basisgeld;
- kwaliteitscontrole op bankbiljetten, inclusief het bestrijden van vervalsingen;
- het toezicht op financiële instellingen.

Het monetair beleid heeft op zijn beurt het bewaken van prijsstabiliteit – dat wil zeggen, het voorkomen of bestrijden van (al te hoge) inflatie – als belangrijkste doel. Het scheppen van geld kan hierbij een middel zijn. In normale omstandigheden is dit echter de taak van de algemene banken, niet van de centrale bank.
Centrale banken kunnen staatsbedrijven zijn of publiek-private instellingen.

## Specifiek
De taken die aan een centrale bank worden opgedragen zijn een politieke keuze; het bevorderen van de prijsstabiliteit (beheersen van inflatie) is hier doorgaans een belangrijk onderdeel van. Het bevorderen van de economische groei kan eveneens tot het takenpakket van een centrale bank behoren, doch is dit niet vereist. In de Verenigde Staten is dit wel het geval: aan de Federal Reserve (Fed) zijn beide taken opgedragen, en deze zijn van gelijk gewicht. In de eurozone zijn aan de ECB beide taken opgedragen (in artikel 127 van het EU-Verdrag), doch het bewaken van de prijsstabiliteit is de hoofdtaak ("primary objective"). Het ondersteunen van het economische beleid van de EU is slechts een taak van de ECB indien dit niet de primaire taak schaadt ("without prejudice to the objective of price stability").
De mate waarin centrale banken onafhankelijk van de regering van het desbetreffende land opereren verschilt van land tot land. In Europa placht op dit gebied het "Duitse" en het "Franse" model onderscheiden te worden, met respectievelijk meer en minder onafhankelijkheid van de centrale bank. Uiteraard zal in de praktijk gestreefd worden naar een goede samenwerking.
De centrale banken van de aan de euro deelnemende landen hebben een groot deel van hun taken overgedragen aan de Europese Centrale Bank. In het navolgende kan, waar het beleid van de ECB beschreven wordt, voor "het land" gelezen worden: de landen in de Eurozone.
In de Nederlandstalige landen zijn de centrale banken:
- de Nationale Bank van België (NBB)
- De Nederlandsche Bank (DNB)
- de Centrale Bank van Suriname (CBvS)
- de Centrale Bank van Curaçao en Sint Maarten (CBCS)
- de Centrale Bank van Aruba (CBA)

De internationaal meest bekende centrale bank is het Amerikaanse Federal Reserve System (de "FED").
Centrale banken werken samen in de Bank for International Settlements.

## Monetair beleid
Hieronder wordt verstaan: het bewerkstelligen van een zodanige externe waarde van de valuta van het land als het meest dienstbaar wordt geacht aan het macro-economisch beleid, alsmede het reguleren van de geldhoeveelheid. Tevens valt hieronder het sturen van de geldmarkt in de betreffende valuta.

## Bevorderen van de prijsstabiliteit
Het beheersen van de inflatie is een van de voornaamste taken van een centrale bank. Een al te hoge inflatie wordt algemeen als zeer onwenselijk beschouwd. Een centrale bank kan bepaalde inflatiedoelstellingen nastreven en bekendmaken: de ECB streeft een inflatie van maximaal 2% op jaarbasis na.

## Bevorderen van het betalingsverkeer
Hoewel banken ook onderlinge betalingscircuits onderhouden is het niet ongebruikelijk dat centrale banken een rol spelen in het interbancaire betalingsverkeer. Dit kan de vorm aannemen van het fungeren als "bankier van banken"(bijvoorbeeld de Verrekenkamer van de Nationale Bank van België), of door betrokkenheid bij het grensoverschrijdende betalingsverkeer (zoals het Europese Target-betalingssysteem van en tussen centrale banken).

## Het in circulatie brengen van bankbiljetten
Dit is voor de consument de meest zichtbare rol van een centrale bank. Een bankbiljet is van oudsher een toonderpapier, houdende de toezegging van de uitgevende bank om het daarop vermelde bedrag aan de toonder ervan te betalen. Hoewel deze "inwisselbaarheid" thans nog slechts een symbolische functie heeft, is het recht om bankbiljetten uit te geven thans voorbehouden aan centrale banken.

## Toezicht op financiële instellingen
Hoewel deze taak vaak met andere instellingen gedeeld wordt, is het niet ongebruikelijk dat een centrale bank een functie heeft in het houden van toezicht op financiële instellingen (waaronder banken, verzekeringsmaatschappijen, effectenhuizen, beleggingsinstellingen en pensioenfondsen) teneinde de solvabiliteit en liquiditeit van die instellingen te bewaken. In Nederland is deze taak opgedragen aan DNB, hoewel de Autoriteit Financiële Markten ook een aantal toezichthoudende taken ten aanzien van deze instellingen heeft.

## Beleidsinstrumenten
Hoewel centrale banken een groot aantal bevoegdheden hebben om (desnoods op zeer korte termijn) handelend te kunnen optreden, pleegt in de praktijk de dialoog met de financiële markten het meest gebruikte instrument te zijn. Uitspraken van presidenten van centrale banken (in persberichten, op persconferenties en in speeches) plegen door de financiële markten met grote aandacht gevolgd te worden.
De ervaring leert dat de financiële markten van centrale banken vooral een stabiel en voorspelbaar beleid verwachten. Wijzigingen in officiële rentetarieven worden normaliter enige tijd van tevoren, in al dan niet bedekte termen, aangekondigd.
Het voornaamste "directe" beleidsinstrument is gelegen in de diverse rentetarieven die een centrale bank vaststelt. Tegen deze tarieven kunnen banken geld lenen bij de centrale bank (tegen onderpand), voor door de centrale bank vastgestelde looptijden, of zijn banken verplicht om middelen te beleggen bij de centrale bank. Deze tarieven fungeren in veel gevallen als "bodem" voor de tarieven op de interbancaire geldmarkt. In veel gevallen (doch lang niet altijd) worden deze tarieven door banken gehanteerd als onderdeel van de tariefstelling voor door hen aan hun rekeninghouders in rekening gebrachte tarieven. Hoewel er sprake is van meerdere tarieven, is het tarief waartegen banken bij de centrale bank dergelijke kortlopende leningen kunnen opnemen het meest bekend. In de Eurozone is dit de refi-rente, in de Verenigde Staten de Federal funds rate.
Als een centrale bank meent dat de inflatie te snel stijgt, zal hij (geabstraheerd van andere aspecten) de rente verhogen. Hiermede wordt de "grondstof" voor het bankwezen duurder, hetgeen men zal doorberekenen aan kredietnemers. Het gevolg is (althans in theorie) dat de kosten van krediet toenemen, zodat de neiging om krediet op te nemen (voor investeringen of voor consumptief krediet) zal afnemen. Hierdoor neemt de vraag naar goederen en diensten af, hetgeen, ceteris paribus, leidt tot dalende prijzen. Een negatief gevolg is, ceteris paribus, dat tevens de economische groei wordt afgeremd, hetgeen onder meer kan leiden tot een verslechtering van de overheidsfinanciën (door lagere belastingopbrengsten en hogere werkloosheidsuitkeringen). Ook als het bevorderen van de economische groei niet uitdrukkelijk tot de taak van de betreffende centrale bank behoort, zal dit een aspect zijn dat de betreffende centrale bank in haar beleidskeuzes zal hebben te betrekken.
Het sturen van de wisselkoers van de valuta van het betreffende land kan ook geschieden door middel van die officiële rentetarieven. Indien de valuta als "te goedkoop" wordt beschouwd, zou een renteverhoging (volgens de theorie) ertoe moeten leiden dat die valuta door internationaal opererende beleggers wordt beschouwd als interessant om in te beleggen, hetgeen leidt tot een extra vraag naar die valuta en daarmee tot een koersstijging. Omgekeerd zou een verlaging van de officiële tarieven leiden tot een afname van de vraag naar die valuta door beleggers, met als gevolg een koersdaling.
Opgemerkt wordt dat de effectiviteit van dit middel beperkt lijkt te zijn. Centrale banken kunnen met dit middel uitsluitend de tarieven voor kortlopende leningen (en beleggingen) beïnvloeden (de geldmarkt, doch niet of nauwelijks de rendementen van langer lopende leningen (de kapitaalmarkt). Verder worden voorkeuren van internationaal opererende beleggers ook door andere factoren dan die rente bepaald.
Een andere beleidsinstrument is het opleggen van een verplichting aan banken om een deel van hun middelen in de vorm van deposito's bij de centrale bank aan te houden. Hiermee kunnen centrale banken een naar hun oordeel te snelle groei van de kredietverlening door banken afremmen. Die middelen kunnen dan niet meer door die banken aan hun kredietnemers worden uitgeleend. Er wordt als het ware "geld uit het systeem gehaald".
Voorts kunnen centrale banken aan banken voor korte perioden (enkele dagen tot maximaal enkele maanden) leningen verstrekken waarmee zij in hun liquiditeitsbehoefte kunnen voorzien. Het is niet ongewoon dat centrale banken met een combinatie van beide middelen (enerzijds verplichte deposito's, anderzijds kortlopende leningen aan banken) de geldhoeveelheid trachten te reguleren. Bij spanningen op de geldmarkt kunnen banken terughoudend zijn elkaar nog langer geld te lenen, waardoor banken, hoewel zij solvabel zijn, in liquiditeitsproblemen kunnen komen. Dit zou tot zeer ongewenste "sneeuwbaleffecten" kunnen leiden. Door een dergelijke faciliteit wordt bereikt dat banken voldoende liquide middelen hebben om aan hun kortlopende verplichtingen te voldoen (met name de verplichting tot het terugbetalen van bij banken en andere marktpartijen opgenomen kortlopende leningen).
Dergelijke leningen kunnen zeer omvangrijk zijn. De grootste steunverlening van dit type vond plaats toen de ECB van 19 december 2007 tot 2 januari 2008 € 348,6 miljard ter beschikking stelde aan een groot aantal banken. Bij een dergelijk optreden wordt aangetekend dat het enkele verschaffen van dergelijke kortlopende leningen geen oplossing behoeft te vormen voor de problemen die tot die dergelijke spanningen op de financiële markten hebben geleid.
In het kader van de Europese staatsschuldencrisis stelde de ECB in januari en februari 2012 in totaal circa € 1.000 miljard beschikbaar voor 3 jaar. Deze faciliteit werd aangeduid als LTRO.
Voorts kan kwantitatieve versoepeling (het door de centrale bank opkopen van staatsleningen en/of andere leningen) genoemd worden: dit instrument is door de Federal Reserve, de Bank of England en de Bank van Japan sinds 2009 op grote schaal gebruikt.
Ook kan een centrale bank uitspreken dat een bepaalde beleidslijn (met name het handhaven van beleidsrentes op het huidige niveau) aangehouden zal worden zolang aan bepaalde voorwaarden voldaan is: dit staat bekend als forward guidance. Hiermee wordt beoogd dat financiële markten het vertrouwen hebben dat de korte rente geruime tijd "vaststaat", hetgeen een drukkend effect heeft op de rentestand over die totale periode. (De yieldcurve wordt als het ware "omlaag getrokken".) Het verhoopte effect is dat banken die lagere rentes zullen "doorgeven" aan hun kredietnemers; tevens heeft dit een verlagend effect op de rentelasten van overheden.

## Conferenties
Een van de belangrijkste conferenties voor centrale bankiers is het jaarlijkse Jackson Hole Economic Policy Symposium, meestal eind augustus in het Amerikaanse stadje Jackson.

## Grenzen aan de effectiviteit van het beleid van centrale banken
Hoewel centrale banken een belangrijke rol spelen in het financiële systeem is de effectiviteit van hun optreden onderworpen aan praktische beperkingen. Ze zijn slechts een van de actoren in de economie. Een niet uitputtende opsomming van die beperkingen:
- Door het gebruik van de officiële rente kan een centrale bank wel een oververhitting van de conjunctuur bestrijden, maar de mogelijkheden om een neergang in de conjunctuur te bestrijden zijn beperkt. Of een renteverlaging tot een aantrekken van de groei leidt, hangt slechts zeer ten dele af van de hoogte van die rente.
- Hoewel er sprake is van een in het algemeen redelijke mate van samenwerking tussen centrale banken, is geenszins zeker dat in een crisis sprake zal zijn van een coherent optreden van centrale banken gezamenlijk.
- Een centrale bank heeft geen directe invloed op de overheidsfinanciën in het betreffende land of op het economische beleid van dat land. Indien een centrale bank meent dat dit tekortschiet, kan men daartegen slechts waarschuwen, doch geen concrete stappen ondernemen.[10]
- Ook als een centrale bank formeel onafhankelijk is, en ook als het bevorderen van de economische groei niet tot het formele taak van een centrale bank behoort, zal het effect van het beleid van die centrale bank op de groei een factor zijn die de centrale bank moet laten meespelen. Zo niet, dan zal er een duidelijke druk vanuit de politiek worden uitgeoefend. Dit kan ertoe leiden dat centrale banken te lang een te lage rente laten voortduren, die wel tot een toename van de economische groei leidt, maar op termijn kan leiden tot een te hoge groei van de kredietverstrekking, een te snelle toename van de geldhoeveelheid en een "asset inflation".
- Het is voor een centrale bank slechts in beperkte mate mogelijk om inflatie te bestrijden. Dit geldt met name voor "geïmporteerde inflatie": de situatie waarbij een daling van de koers van de eigen valuta leidt tot prijsstijgingen (in die eigen valuta) van geïmporteerde goederen. Deze prijsstijgingen worden, als onderdeel van de productiekosten, na verloop van tijd door producenten aan consumenten doorberekend.
- Innovaties op de financiële markten hebben geleid tot zodanig complexe producten, die in zeer grote omvang verhandeld worden, dat het voor centrale banken problematisch is om daarop adequaat toezicht te houden. Tot op zekere hoogte loopt de regelgeving ten aanzien van het toezicht "achter de vernieuwingen aan".[11] Voorts leidt de internationalisering van de financiële markten ertoe dat niet steeds geheel helder is welke centrale bank nu op welke dochteronderneming toezicht dient te houden.[12]

## Enige bekende gebouwen van centrale banken

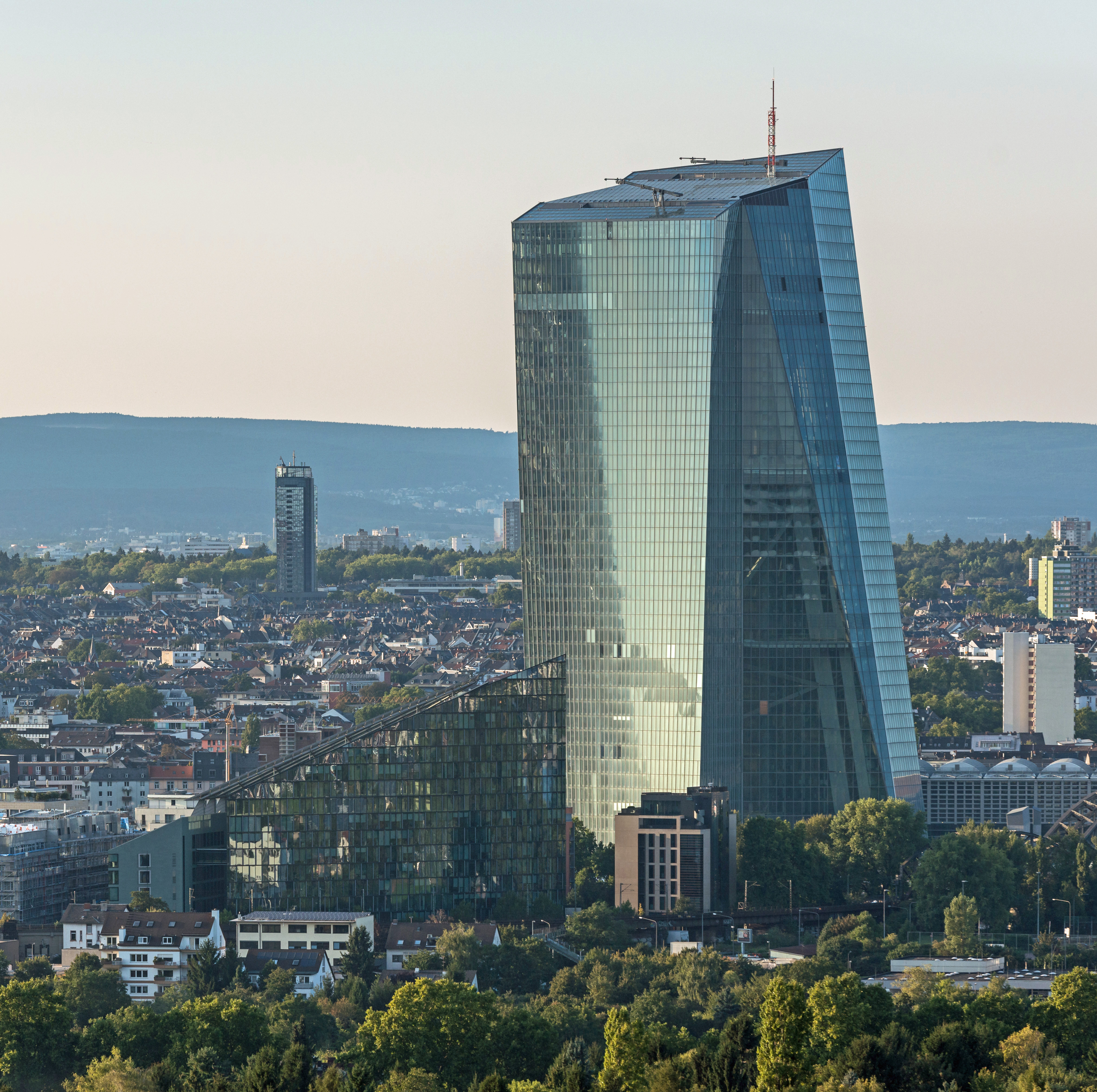
Het gebouw van de Europese Centrale Bank, Frankfurt
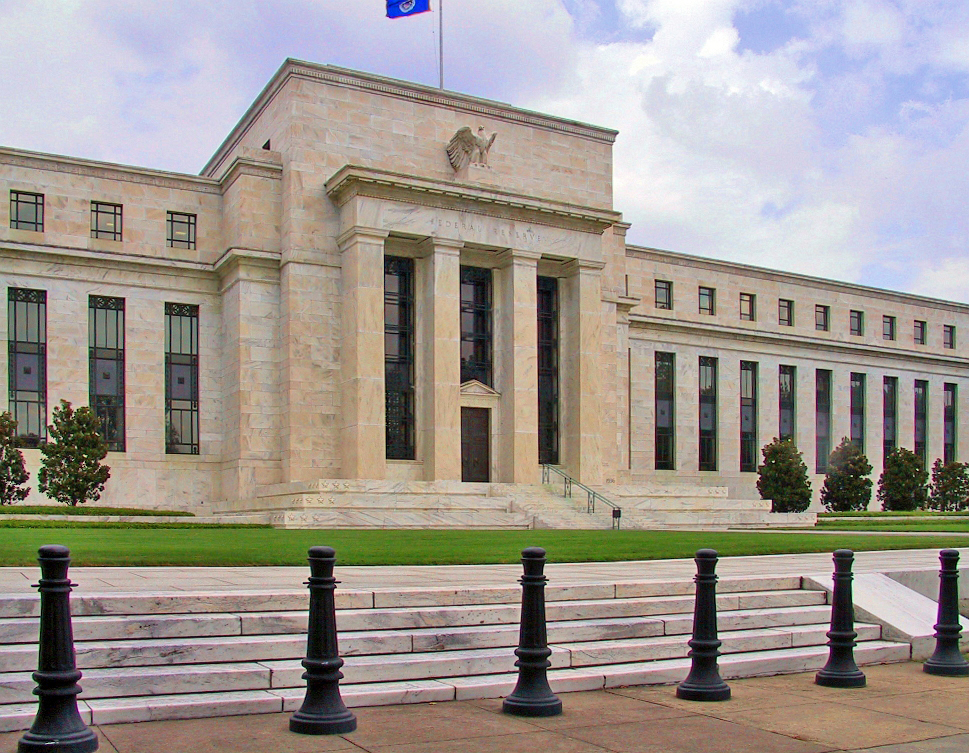
Het gebouw van de Federal Reserve, Washington
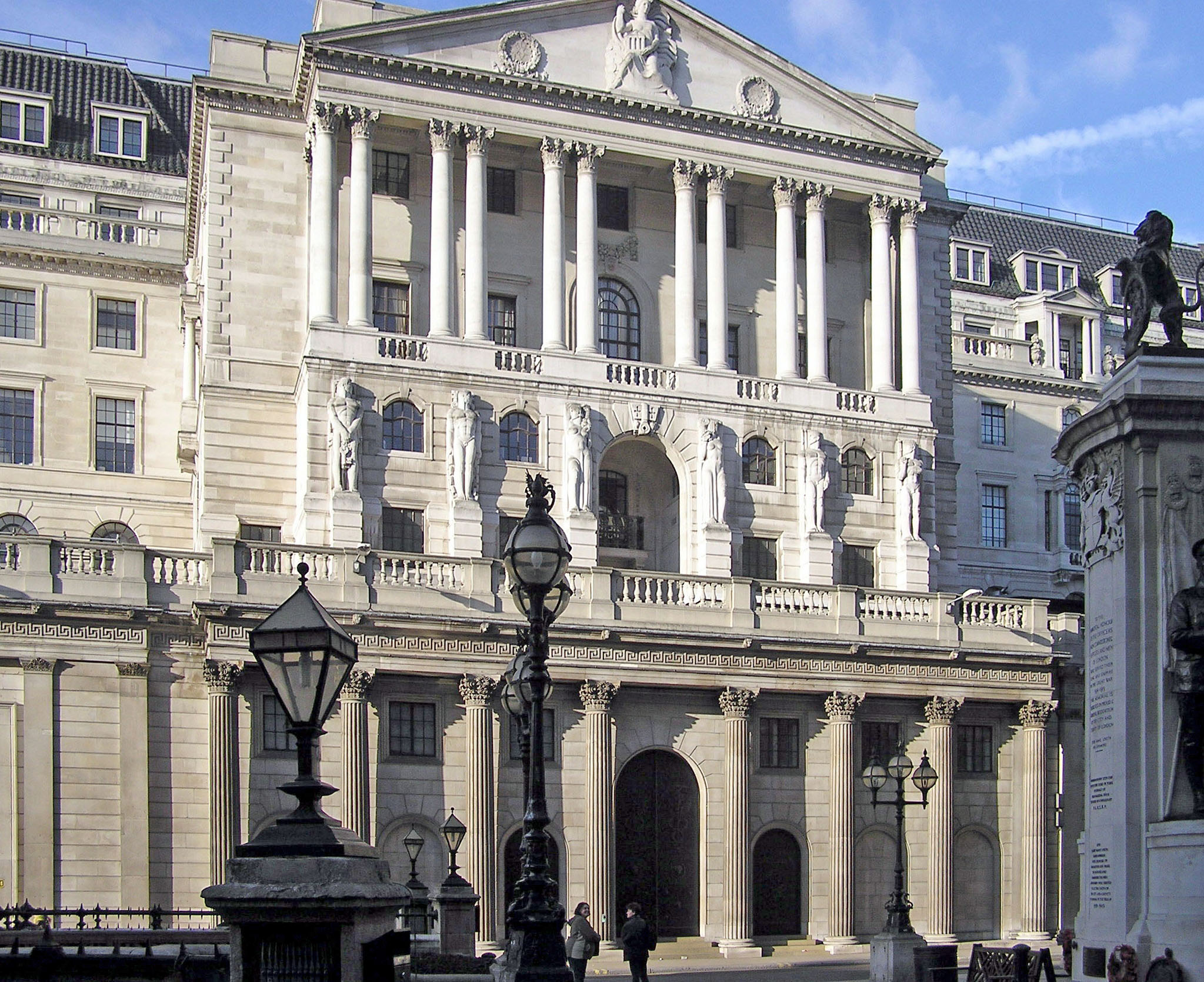
Het gebouw van de Bank of England, Londen
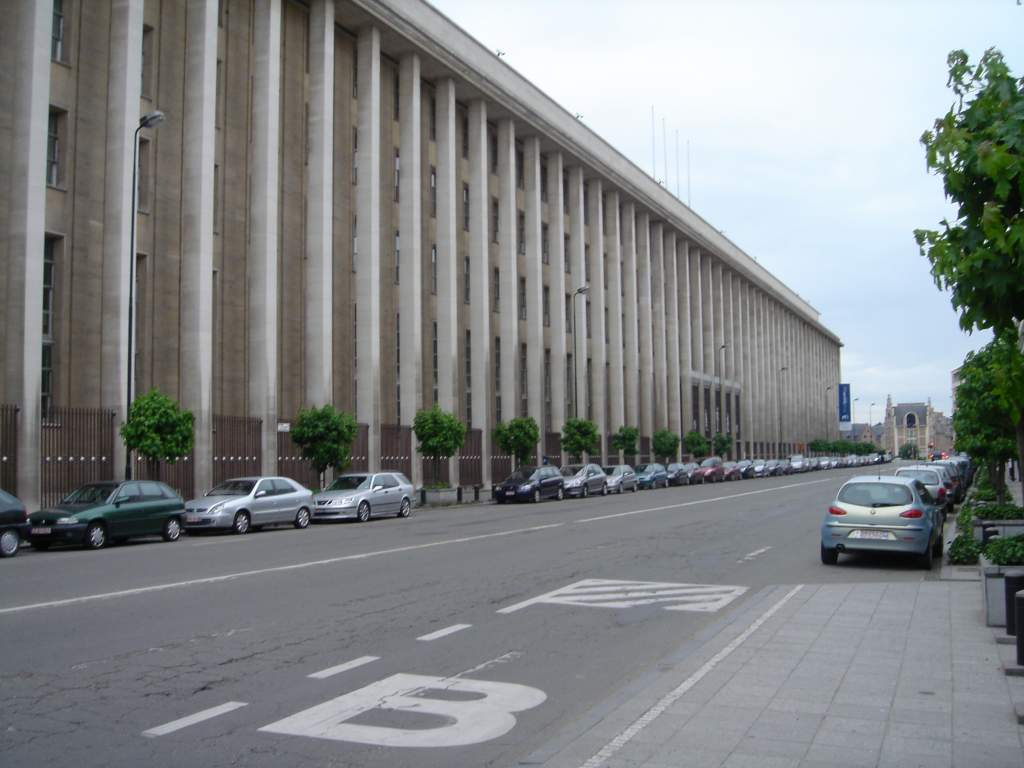
Het gebouw van de Nationale Bank van België, Brussel
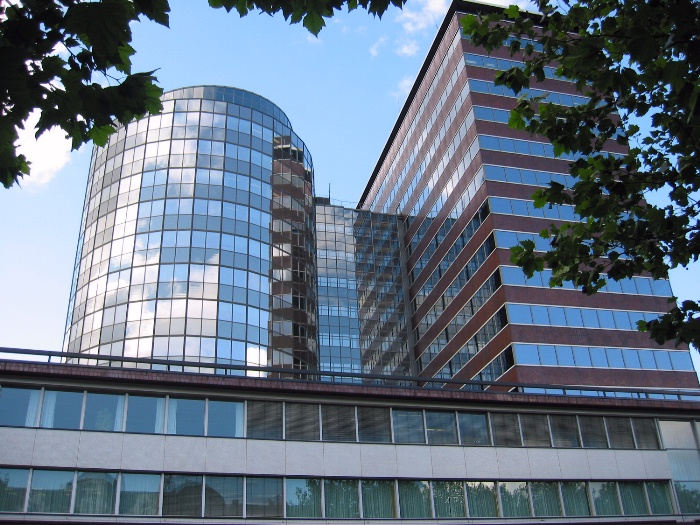
Het gebouw van De Nederlandsche Bank, Amsterdam